# Голенич
Голенич (хорв. Golenić) — населений пункт у Хорватії, у Вировитицько-Подравській жупанії у складі міста Слатина.

## Населення
Населення за даними перепису 2011 року становило 22 осіб.
Динаміка чисельності населення поселення:

## Клімат
Середня річна температура становить 10,86 °C, середня максимальна – 24,73 °C, а середня мінімальна – -5,00 °C. Середня річна кількість опадів – 790 мм.
| Клімат поселення                              | Клімат поселення | Клімат поселення | Клімат поселення | Клімат поселення | Клімат поселення | Клімат поселення | Клімат поселення | Клімат поселення | Клімат поселення | Клімат поселення | Клімат поселення | Клімат поселення | Клімат поселення |
| Показник                                      | Січ.             | Лют.             | Бер.             | Квіт.            | Трав.            | Черв.            | Лип.             | Серп.            | Вер.             | Жовт.            | Лист.            | Груд.            |                  |
| Середній максимум, °C                         | 7,17             | 8,27             | 12,62            | 16,77            | 21,63            | 24,73            | 23,73            | 23,26            | 19,32            | 14,53            | 9,07             | 4,77             |                  |
| Середня температура, °C                       | 1,08             | 2,19             | 6,56             | 10,70            | 15,55            | 18,66            | 20,57            | 20,09            | 16,16            | 11,34            | 5,89             | 1,60             |                  |
| Середній мінімум, °C                          | −5               | −3,9             | 0,47             | 4,62             | 9,46             | 12,56            | 17,39            | 16,91            | 12,98            | 8,17             | 2,70             | −1,58            |                  |
| Норма опадів, мм                              | 48               | 44               | 49               | 64               | 75               | 95               | 73               | 76               | 64               | 67               | 76               | 59               |                  |
| Середньомісячна швидкість вітру, м/с          | 2.19             | 2.46             | 2.73             | 2.62             | 2.38             | 2.18             | 2.10             | 1.92             | 1.98             | 2.03             | 2.18             | 2.23             |                  |
| Середньомісячна сонячна радіація, кДж/м²·день | 4203             | 6951             | 10809            | 15191            | 19316            | 21410            | 22239            | 19875            | 14690            | 9157             | 4772             | 3552             |                  |
| --------------------------------------------- | ---------------- | ---------------- | ---------------- | ---------------- | ---------------- | ---------------- | ---------------- | ---------------- | ---------------- | ---------------- | ---------------- | ---------------- | ---------------- |
| Джерело:                                      |                  |                  |                  |                  |                  |                  |                  |                  |                  |                  |                  |                  |                  |